# Lila Downs
Ana Lila Downs Sánchez (* 9. září 1968, Oaxaca, Mexiko), používající své první jméno Lila Downs jako umělecké, je mexická zpěvačka, autorka textů a písní a producentka. V anglicky mluvících a jiných zemích se prosadila až v roce 2001 se svým prvním anglicky nazpívaným albem Border, kterého se prodalo přes 2 milionů kusů.
Je také jedinou z této země, které se podařilo dostat na vrchol hitparád Billboard Hot 100 a UK Singles Chart.

## Diskografie
- 1999 La Sandunga
- 2000 Árbol de la vida
- 2001 La Línea
- 2004 Una Sangre
- 2006 La Cantina
- 2008 Ojo de Culebra
- 2011 Pecados y Milagros